# Windsor (Quebec)
Windsor – miasto w Kanadzie, w prowincji Quebec, w regionie Estrie i MRC Le Val-Saint-François. W 1999 roku miasto zostało powiększone poprzez włączenie niewielkiej gminy Saint-Grégoire-de-Greenlay.
Liczba mieszkańców Windsor wynosi 5239. Język francuski jest językiem ojczystym dla 94,8%, angielski dla 3,4% mieszkańców (2006).